# Fábio Nascimento de Oliveira
Fábio Nascimento de Oliveira (sinh ngày 3 tháng 9 năm 1987 ở Guarulhos), hay Fábio Guarú, là một cầu thủ bóng đá người Brasil thi đấu cho đội bóng Liga III của România Miercurea Ciuc.

## Thống kê câu lạc bộ
| Câu lạc bộ          | Mùa giải | Giải vô địch | Giải vô địch | Cúp     | Cúp       | Cúp Liên đoàn | Cúp Liên đoàn | Châu Âu | Châu Âu   | Tổng cộng | Tổng cộng |
| Câu lạc bộ          | Mùa giải | Số trận      | Bàn thắng    | Số trận | Bàn thắng | Số trận       | Bàn thắng     | Số trận | Bàn thắng | Số trận   | Bàn thắng |
| ------------------- | -------- | ------------ | ------------ | ------- | --------- | ------------- | ------------- | ------- | --------- | --------- | --------- |
| Szigetszentmiklós   |          |              |              |         |           |               |               |         |           |           |           |
| 2011–12             | 6        | 0            | 0            | 0       | 0         | 0             | 0             | 0       | 6         | 0         |           |
| Tổng cộng           | 6        | 0            | 0            | 0       | 0         | 0             | 0             | 0       | 6         | 0         |           |
| Puskás              |          |              |              |         |           |               |               |         |           |           |           |
| 2012–13             | 23       | 0            | 0            | 0       | 0         | 0             | 0             | 0       | 23        | 0         |           |
| 2013–14             | 14       | 0            | 1            | 0       | 4         | 0             | 0             | 0       | 19        | 0         |           |
| 2014–15             | 3        | 0            | 1            | 0       | 2         | 0             | 0             | 0       | 6         | 0         |           |
| Tổng cộng           | 40       | 0            | 2            | 0       | 6         | 0             | 0             | 0       | 48        | 0         |           |
| Tổng cộng sự nghiệp |          | 46           | 0            | 2       | 0         | 6             | 0             | 0       | 0         | 54        | 0         |

Cập nhật đến các trận đấu đã diễn ra tính đến ngày 28 tháng 9 năm 2014.